# Alejandro Gaete
 Alejandro Humberto Gaete Duarte (n. Santiago, Chile, 25 de enero de 1986) es un exfutbolista chileno, jugaba de defensa. Actualmente está a cargo de la categoría sub-18 de Ñublense.

## Clubes

### Como jugador
| Club                       | País  | Año       |
| -------------------------- | ----- | --------- |
| Universidad Católica       | Chile | 2004-2006 |
| Ñublense                   | Chile | 2007      |
| Coquimbo Unido             | Chile | 2007      |
| Deportes Ovalle            | Chile | 2008      |
| Unión La Calera            | Chile | 2009      |
| Universidad de Concepción  | Chile | 2009-2014 |
| Everton                    | Chile | 2014      |
| Deportes Concepción        | Chile | 2015-2016 |
| Coquimbo Unido             | Chile | 2016-2017 |
| San Marcos de Arica        | Chile | 2017-2018 |
| Independiente de Cauquenes | Chile | 2019      |

### Como entrenador
| Club     | País  | Año       |
| -------- | ----- | --------- |
| Ñublense | Chile | 2025-Act. |

## Palmarés

### Campeonatos nacionales
| Título             | Equipo                    | País  | Año    |
| ------------------ | ------------------------- | ----- | ------ |
| Primera División   | Universidad Católica      | Chile | 2005-C |
| Primera B de Chile | Universidad de Concepción | Chile | 2013-T |